# کویاشکینو
کویاشکینو (انگلیسی: Kuyashkino) یک شهرک در شهرستان کارماسکالینسکی استان باشقیرستان کشور روسیه است.